# Саютин, Вадим Александрович
Вадим Александрович Саютин (31 декабря 1970, Алма-Ата, СССР) — российский и казахский спортсмен. Чемпион России в классическом многоборье 1995, 2000 годов, член олимпийской сборной по конькобежному спорту объединенный команды республик бывшего СССР на зимней Олимпиаде 1992, а также команды России на Олимпийских играх 1994, 1998 и 2002 годов. Бронзовый призёр чемпионата Европы по классическому многоборью 1998 года, серебряный призёр чемпионата мира 1999 года в классическом многоборье, бронзовый призёр чемпионата мира 2001 года на дистанции 10000 метров.

## Биография
После распада СССР имел гражданство Казахстана. В 1994 году женился на Светлане Бажановой, получил российский паспорт и стал бегать на чемпионатах за Россию. Тренер — Н. В. Гудин.
По окончании спортивной карьеры стал работать тренером. В период 2005—2009 г.г. являлся старшим тренером сборной России по конькобежному спорту. За время работы тренером с Российской сборной подготовил бронзовых призёров Олимпийских игр 2006 г. в Турине, в женской командной гонке, бронзовых призёров ЧМ по отдельным дистанциям 2007 г. в мужской командной гонке, серебряного призёра ЧМ по отдельным дистанциям 2008 г. на 1000 м у мужчин Евгения Лаленкова. Так же, за время работы с командой спортсмены сборной многократно становились призёрами и победителями этапов Кубка мира, ЧЕ и ЧМ на отдельных дистанциях в многоборье.
Перед Олимпиадой в Ванкувере назначен главным тренером сборной Казахстана по конькобежному спорту. За время работу с сборной Казахстана подготовил чемпиона мира на 1000 м у мужчин Дениса Кузина (ЧМ по отдельным дистанциям 2013 г.).
Заслуженный мастер спорта РФ (1999 год).
Заслуженный тренер РФ (2008 год).
Заслуженный тренер Республики Казахстан (2013 год).
Имеет государственную награду РФ. Медаль ордена «За заслуги перед Отечеством» II степени — за большой вклад в развитие физической культуры и спорта, высокие спортивные достижения (2007).

## Интервью
- Интервью Бориса Барышева, Николая Гуляева, Михаила Загайнова и Вадима Саютина (недоступная ссылка) // Эхо Москвы, 18 октября 2004
- Итоги чемпионата Европы в Коломне (недоступная ссылка) // Эхо Москвы, 14 января 2008